# Cratere Steno (Marte)
Steno è un cratere sulla superficie di Marte.
Il cratere è dedicato al dottore danese Niccolò Stenone.